# Мандора
Мандора (Мандоре) — струнный музыкальный инструмент из семейства лютневых. Как испанская бандуррия от греческой (византийской) пандоры развилась в средние века. Мандора является предшественницей мандолы, мандолино, пандурины, неаполитанской мандолины, басовой мандоры (галихона).
Первая «Школа игры» (фр. L’Instruction pour la mandore) Адриана Ле Руа 1585 года утеряна. Первое издание произведений для мандоры появилось во Франции, это была «Tablature de mandore» Франсуа де Шанси от 1629 года, посвящённая кардиналу де Ришельё. Название инструмента зависело от времени и территории: на Иберийском полуострове и Франции с XII по XIV вв. этот инструмент назывался: мандуррия, бандуррия, мандуар (эти названия использовались авторами поэм: Хуаном Руисом, Гиро де Калансо, Гийомом де Машо); в XVI в. в Испании — бандуррия, во Франции — мандора, в Италии XVII в. — мандола (это также название более позднего инструмента семейства мандолин), в Германии — мандорэн, мандюрихен; в XVIII веке в Испании — вандола, в Португалии — бандола, в Италии — мандолино.
Хуан Бермудо в своём трактате 1555 года «Declaración de Instrumentos Musicales», 5 Vols, описывает, что бандуррия имеет форму ребека, с тремя хорами струн, настроенными на чистые квинтаккорды, при музицировании использовалась пальцевая техника.

## Форма инструмента
Мандора по форме и строению напоминает ренессансную лютню, но гораздо меньше её. Как и другие виды лютней, имеет выпуклый корпус из тонких реек, резонаторное отверстие, прикрытое декоративной розетой, гриф с навязными жильными ладами, заканчивающийся головкой с характерным завитком. Мандора первоначально имела четыре одинарных струны, но в середине XVII в. это число увеличилось до пяти и шести струн, а ещё позже (в начале XVIII века) до шести хоров (пар струн). Размер мандоры вдвое короче лютни.

## Настройка
Мандора строила: c' g' c" g" (f", e"), или g d' g' d '', или a d' a' d'' fis'', или g c' e' a' d '' g'', или g h e' a' d'' g'', или a d e' a' d'' g'' в зависимости от тональности пьесы. На ней играли, как на лютне, ударяя по струнам пальцами, а не пером, как на более поздней мандолине.

## Эволюция инструмента

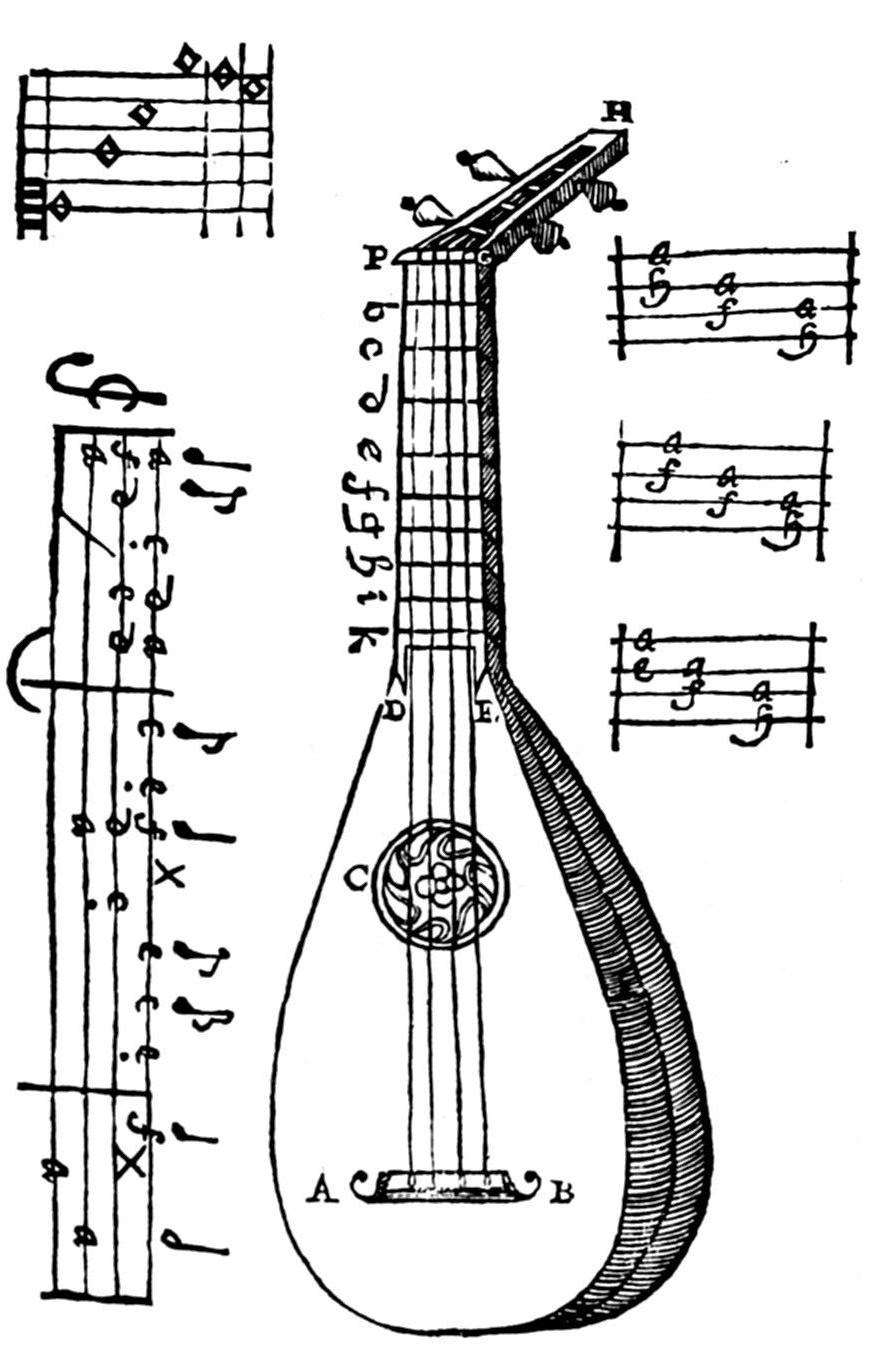
Мандора на гравюре в трактате Марина Мерсенна «Harmonie Universelle», Париж, 1636 г.

Истоки инструмента восходят к греческой пандоре, через его широкое использование у древних певцов и поэтов как мандуррия, мандуар, аль мадури, бандуррия (в окситанской поэзии XII—XIV веков). В Испании её ещё называли бандуррией (не путать с более поздней бандуррией XVIII в.). Первоначально это был 3-струнный (3-хорный) инструмент, настроенный по чистым квинтам и похожий на ребек (описанный Хуаном Бермудо в «Declaración de Instrumentos Musicales», 5 vol., 1555 г.). Играли на нем гусиным пером. В XVII в. она уже имела 4 струны или хоров в квинто-квартовом строе c1-g1-c2-e2 (f2, g2), на ней использовали пальцевую технику, как на лютне. В Италии в XVII в. инструмент назывался мандола. Антонио Страдивари в 1680 году начал выпускать инструменты с корпусом меньшего размера с 4-5-6-струнами либо хорами в квартовом строе (e'-a'-d'-g', h-e'-a'-d'', g-h(c)-e'(f')-a'-d''-g''), названный им мандолино (уменьшительное от mandola). В Риме этот инструмент назывался пандуриной. На этих инструментах играли пальцевой техникой (не плектром), струны были жильными. Неаполитанская мандолина появилась в середине XVIII века, у неё были металлические струны, как у цитры, на ней играли медиатором, как на цитре; дека, как у мандолино, но она настраивалась как скрипка g-d' a'-e'. В XVIII веке в Германии и Австрии была популярна более крупная, теноровая мандора, называемая галихон, для которой Иоганн Георг Альбрехтсбергер написал в 1765—1771 годах концерт с оркестром.

## Комментарии
1. Мандюрихен у М.Преториуса в Syntagma Musicum, 1619 г.

1. Хуан Карл Амат «Испанская гитара или вандола», Барселона, 1586 г. в ред. 1761 г.